# Многобашенная компоновка

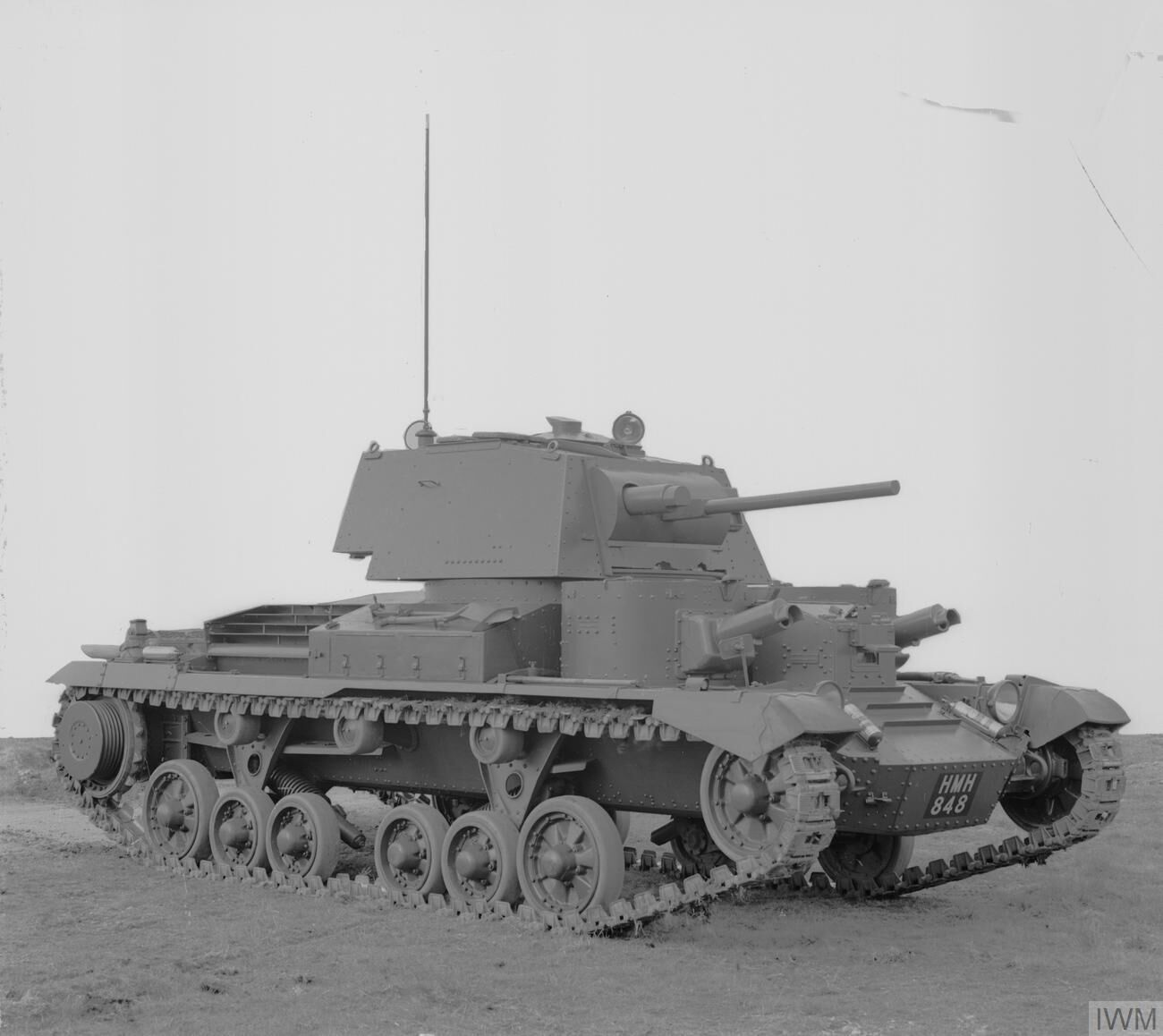
Крейсерский танк Великобритании Mk I

Многобашенная компоновка (англ. multi-turret layout) — разновидность компоновочных схем бронетехники, при которой огневые возможности и огневая мощь проектируемой единицы бронетехники усиливаются путём увеличения количества башен. Использована для некоторых колёсных бронемашин Первой мировой войны, а для танков в межвоенный период.
Серийно производились многобашенные танки: советские Т-28, Т-35, Т-26 (лицензионный британский экспортный Vickers Mk E) в двухбашенном варианте выпуска до 1934 года; французский Char 2C; британские Vickers Medium Mark III, Cruiser Tank Mk I (A9) и Mk.VI «Crusader» (A15) (в модификации Mk.I), лёгкие M2A2 и M2A3 в США. Испытаны несколько опытных: британские A1E1 Independent, немецкие Neubaufahrzeug; японские Тип 95, советские — танк Дыренкова, СМК, Т-100, Т-29.

## Описание
Во время Первой мировой войны распространился опыт ведения боёв в сильно укрепленных полосах обороны, включая системы окопов, долговременные оборонительные сооружения и даже города. Возможные угрозы могли появляться с разных сторон боевой машины. Потому уже на бронеавтомобилях использовали иногда до двух башен, чтобы обеспечить огонь единичной машины в разные стороны. Сложилось мнение, что танк прорыва укреплённой полосы обороны, как и танк поддержки своих уреплений, должен иметь гибкую огневую мощь, сочетающую пулемёты и пушки в отдельных башнях, от 2 до 5. Иногда концепция описывалась как возможность обстрела вдоль окопа противника. Например, лёгкий танк Т-26 образца 1931 года имел две башни и в них 2 пулемёта или пулемёт и пушку, а тяжёлый танк Т-35 имел пять башен (три пушечные и две пулемётные).
Многобашенные танки проектировались и строились в Великобритании, Франции, Германии, Японии, США и Италии, но безусловно самое значительное строительство многобашенной бронетехники налажено в СССР.

## Целесообразность
Военные многих стран полагали, что танки, предназначенные для прорыва укрепленной обороны противника, должны иметь гибкую огневую мощь (что верно и теперь) и для этого должны иметь большой экипаж, нести многочисленное пушечно-пулемётное вооружение, способное вести огонь в разных секторах и, при необходимости, сосредотачивать его. В первых танках вооружение размещали нерационально — с малыми секторами огня. Для исправления этого недостатка предложено размещение вооружения в нескольких башнях.

### Достоинства
- Многобашенные танки способны эффективно поражать несколько целей одновременно (но в основном только с места или с длительных остановок из-за малой эффективности огня с ходу из нескольких башен из-за трудности управления огнем разных башен одним командиром танка и трудности согласовывания огня нескольких стрелков с коротких остановок), особенно когда это необходимо (например вести огонь на две стороны при преодолении траншеи или плотно насыщенного огневыми средствами участка обороны)[1];
- Многочисленный экипаж не только вел огонь, но и мог обнаруживать сразу несколько целей, что в итоге способствовало выживанию танка[3].

### Недостатки
Недостатки многобашенных танков известны, они взаимосвязаны и вытекают друг из друга:
- большие габариты танка из-за необходимости размещения нескольких башен;
- большая масса из-за необходимости защитить броней танк больших габаритов;
- низкая подвижность в основном из-за большой длины и низкой поворотливости;
- слабое противопульное бронирование из-за невозможности сделать сильное из-за больших габаритов танка по ограничениям массы грузоподъёмностью существующих мостов;
- большой экипаж (к примеру, экипаж советского тяжёлого многобашенного танка Т-35 состоял из 11 человек), и сложности управления им и управлением вооружением нескольких башен в бою;
- невозможность установки длинноствольных пушек большого калибра, чтобы они не мешали вооружению других башен[1].
- сложность в производстве, эксплуатации и обслуживании такого рода техники, необходимость переучивания инженерно-технического состава и рабочих предприятий по производству танков и личного состава танковых частей и подразделений для эксплуатации танков[4][5].

В то же время, с учётом развития танкового вооружения и бортового оборудования, электронно-вычислительной техники (различные баллистические вычислители и приборы управления огнём), вкупе с миниатюризацией и облегчением массы всего вышеперечисленного за счёт применения инновационных технологий производства различных высокопрочных композитных и полимерных материалов, не доступных конструкторам прошлого, могут стать основой для возобновления интереса ко многобашенным танкам в будущем.

## История
Образцом, который в значительной степени определил облик многобашенного танка в мире, стал британский пятибашенный тяжёлый танк A1E1 Independent, подражания которому испытаны во Франции, Германии и СССР. Советские трёхбашенные Т-28 и пятибашенные Т-35 были запущены в валовое производство. Наибольший боевой опыт получен советскими танкистами на двухбашенном Т-26, который изготовили невиданным тогда числом в несколько тысяч. Его производили в СССР по британской лицензии. Знаменитыми стали рассказы об упорных боях таких танков в окружении, в городах Испании, во время гражданской войны. Что повторяло опыт применения многобашенных броневиков в Первой мировой и гражданской войне в России.

## По странам

### Франция

#### Char 2C

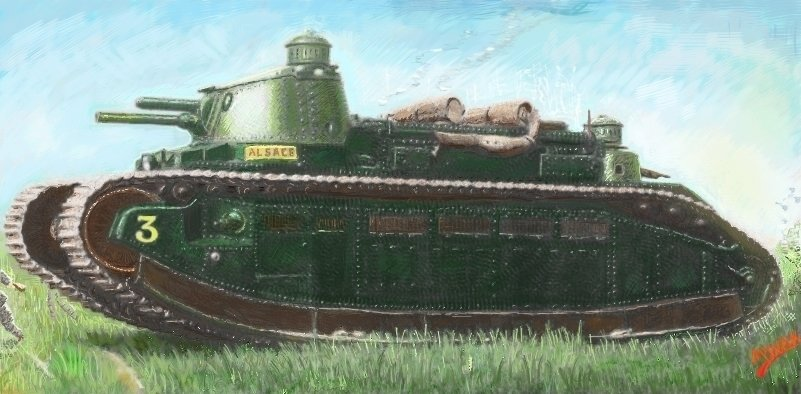
Французский тяжёлый многобашенный танк Char 2C

Французский тяжёлый двухбашенный танк. Первый прототип построен в декабре 1917 года.
Принять участие в сражениях Первой мировой войны танк не успел: только с 1921 года танки начали поступать в армию. Последний, десятый танк, поставлен в 1923 году. Машины прослужили в армии Франции до 1940 года. В 1940 году немцы захватили один танк, который не удалось уничтожить.

### Советский Союз
Главным сторонником развития многобашенных танков был Ж. Я. Котин, которому удалось доказать их высокий потенциал перед высшим руководством страны во главе с И. В. Сталиным.

#### Двухбашенный Т-26

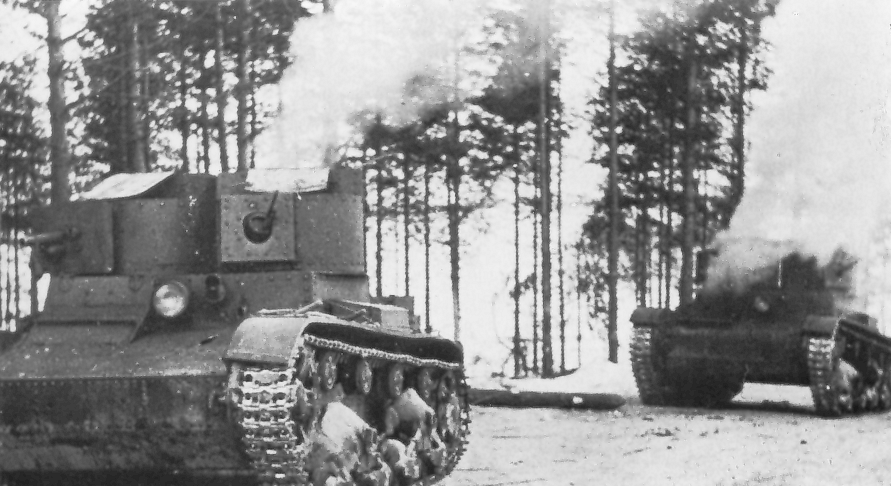
Т-26 с пулемётно-пушечным вооружением

Танк являлся модернизацией английского лёгкого танка Mk.E или «6-тонный» (англ. 6-ton). В СССР танк много раз дорабатывали. В частности, построен опытный танк ТММ с массой около 8 т. Пулемёты «Виккерс» заменены на ДТ.
В 1932 году построен опытный танк ТММ-2 с пулемётно-пушечным вооружением. 37-мм пушка «Гочкисса» или Б-3 располагалась в одной из башен. Масса танка увеличилась на 400 килограммов.
Некоторые двухбашенные танки приняли участие в первых танковых сражениях Великой Отечественной войны. В 1933 году на основе двухбашенного танка Т-26 спроектирован и выпускался вплоть до 1941 года однобашенный танк Т-26.

#### Т-28

Колонна танков Т-28 из состава 20-й ттбр движется к Карельскому перешейку. Декабрь 1939 года

Танк Т-28 имел трёхбашенную компоновку (орудийная башня и две пулемётные) с двухъярусным расположением башен. В главной, орудийной, башне, расположенной на втором ярусе, размещалась 76-миллиметровая пушка КТ-28, на поздних сериях заменённая на Л-10. В пулемётных башенках размещались два пулемёта ДТ. Корпус танка Т-28 делился на отделение управления, боевое, силовое, отделение силовой передачи. Проектирование было начато в 1931 году. Танки принимали участие в Зимней войне и Великой Отечественной войне. На основе танка Т-28 были созданы мостоукладчик ИТ-28, средний колёсно-гусеничный танк Т-29, САУ СУ-8, СУ-14 И СУ-14-1.  

#### Т-35

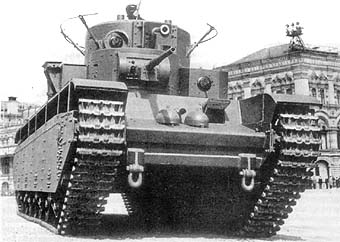
Танк Т-35 на параде

Имел пятибашенную компоновку (три пушечные и две пулемётные). Как и Т-28, имел двухъярусное расположение башен Главное вооружение танка составляла 76-мм пушка КТ-28, расположенная в орудийной башне на втором ярусе. Дополнительное вооружение, две 45-мм нарезные полуавтоматические пушки обр. 1932 г. (20К), размещалось в двух пушечных башнях нижнего яруса (они располагались спереди и сзади). Серийное производство осуществлялось с 1935 по 1939 года. За это время был изготовлен 61 Т-35. Так же производился вариант Т-35А образца 1939 года с коническими башнями. На начальном этапе вторжения немецких войск на территорию СССР, большая часть танков Т-35 были брошены экипажами без боя и достались противнику.

#### СМК
Опытный советский двухбашенный тяжёлый танк. Вооружение состояло из76-мм танковой пушки Л-11, расположенной в главной башне на втором ярусе и 45-мм танковой пушки 20К, расположенной в малой башне на первом ярусе. В 1939 году был построен один опытный образец.

#### Т-100
Опытный тяжёлый танк СССР. Имел двухбашенную компоновочную схему с двухъярусным расположением. Вооружался танковой пушкой Л-10 (Л-11) и 45-миллиметровым орудием. В 1939 году построен один опытный образец. Войсковые испытания Т-100 выявили проблему управления действиями экипажа в боевой обстановке, командирам танков было тяжело координировать действия всех танковых башен одновременно, аналогично обстояли дела с Т-35 для которых это было одним из основных недоработок.

#### КВ (серия танков)
Исходно, танки серии КВ проектировались многобашенными, но поскольку компоновка СМК была признана стороной-заказчиком архаичной, от этого направления работ отказались, проекты многобашенных КВ остались, главным образом, на бумаге.

### Великобритания

#### Vickers A1E1 Independent

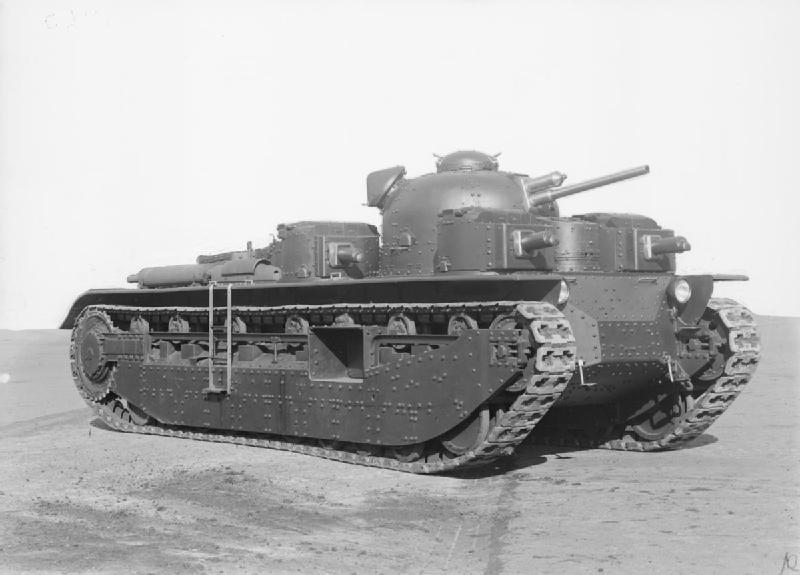
Vickers A1E1 Independent

Опытный британский тяжёлый пятибашенный танк. Создан фирмой «Виккерс» в 1926 году. На вооружение принят не был, серийно не выпускался.

### Германия

#### Neubaufahrzeug
Немецкий опытный тяжёлый трёхбашенный танк. Главное вооружение, 75-миллиметровая пушка KwK 37 и 37-миллиметровая пушка KwK L/45, размещалось в орудийной башне. Две остальные башни были пулемётными и вмещали два 7,92-миллиметровых пулемёта MG-13. С 1934 по 1936 год было построено 5 экземпляров.

#### Großtraktor
По условиям Версальского мирного договора Германии запрещалось иметь бронетанковые войска и технику, поэтому в военных формированиях Веймарской республики в рамках курса на подспудную ремилитаризацию применяли систему секретных наименований, в которой опытные прототипы танков назывались «тракторами». Одним из таких «тракторов» стал Großtraktor (с нем. — «большой трактор»). Опыт войсковых испытаний «Гросстрактора» в конце 1920-х — первой половине 1930-х гг. убедил большую часть высокопоставленных немецких военных в том, что многобашенные танки — это малоперспективное направление работы.

### США

#### Лёгкий танк M2
Лёгкий двухбашенный танк США. Выпускался с 1935 по 1940 год.

#### Средний танк M3
Танк "Генерал Грант" был вооружен, помимо 37-мм орудия в башне, также пулеметом в отдельно вращающейся башенке над ней, а также 75-мм пушкой в спонсоне, что делало его конструкцию схожей с многобашенной.

### Япония

#### Тип 95
Японский тяжёлый многобашенный танк. Имел трёхбашенную компоновочную схему: две орудийные и одна пулемётная башня. По, разным данным в 1934 году собрано один или четыре прототипа. Японцы экспериментировали с многобашенной компоновкой вплоть до 1940 года, — главным образом, это было связано с планами нападения на СССР, в которых тяжёлым многобашенным танкам отводилась роль средства для прорыва укреплённой линии обороны противника, — но ни один из опытных прототипов не был запущен в серию и не поступил на вооружение войск.

## Альтернативы
| |  |
| Альтернативой многобашенной компоновки была барбетная компоновка, которая предусматривала размещение пушечного спонсона и нескольких пулемётных барбет с разных сторон боевого отделения. Такого рода конструкторский замысел был воплощён в американских средних танках M2 (справа) и M3 (слева) |  |

Барбетно-спонсонная компоновка (англ. tank design with multiple barbettes and sponson-mounted gun) — набор конструктивных решений, характерный для американского танкостроения межвоенного периода и начальной стадии Второй мировой войны, призванный решить проблему повышения огневых возможностей танка в целом и его огневой производительности в частности за счёт дополнения конструкции бронекорпуса танка вращающимся орудийным узлом (спонсоном) в лобовой части и выступающими угловыми пулемётными гнёздами (барбетами) с двух сторон спереди от башни или с четырёх сторон по бокам от башни спереди и сзади. Такой конструктивный приём позволял дооснастить танк более мощной танковой пушкой в спонсоне для стрельбы по целям по направлению движения и двумя или четырьмя пулемётами. Авторами такого рода технологии танкостроения следует считать инженеров Абердинского танкового полигона, которые были ответственными за проектирование и полигонные испытания опытных образцов названных серийных моделей. От советских аналогов тех лет, — многобашенных танков типа Т-35, — американские танки отличались существенно меньшей массой (от двух до четырёх раз легче) при аналогичном или сопоставимом вооружении. По такому принципу были спроектированы серийные средние танки M2, М3 «Ли» и «Грант», и ряд опытных прототипов, не пошедших в серийное производство.